# Mariakerk (Plau am See)
De Sint-Mariakerk (Duits: St. Marien) is de parochiekerk van de Duitse stad Plau am See, Mecklenburg-Voorpommeren. In januari 2013 werd de Mariakerk door de Stiftung Kirchenbau verkozen tot "Kerk van het jaar 2012".

## Geschiedenis
Nadat Hendrik de Leeuw tijdens de veldtocht van 1160 de slavische stammen in het gebied van het huidige Mecklenburg onderwierp, benoemde hij in een aantal centra van het gebied voogden om er zijn heerschappij zeker te stellen. Niet ver van de (oorspronkelijk slavische) burcht Quetzin op een eiland in het aangrenzende meer, koloniseerden mensen vanuit Westfalen en Lauenburg het gebied en stichtten er circa 1218 de plaats Plawe (de polabische naam voor de plaats waar hout werd gevlot (plaw = vlotten, drijven)), het latere Plau. De nieuwe vestiging, die voor het handelsverkeer veel gunstiger lag dan de oude plaats Quetzin, werd door de leenheren met talrijke privileges begunstigd.
Omstreeks 1225 legden de bewoners van Plawe de eerste steen voor de Mariakerk, een hallenkerk van het westfaalse type in een mengstijl van romaanse architectuur en gotiek. Tegen het einde van de 13e eeuw was de ogenschijnlijk veel te grote kerk voor de nog groeiende plaats voltooid. In een oorkonde uit 1235 wordt pastoor Hermann als de eerste geestelijke van Plau genoemd.
In het jaar 1532 bereikte de reformatie de stad. Hertog Hendrik V, bijgenaamd de Vredeklare, die graag op zijn burcht in Plau verpoosde, benoemde zijn hofprediker Johann Wegener, een voormalige franciscaanse monnik, als eerste protestantse pastoor van Plau. Met de reformatie wijzigde de kerkorde en de inrichting van het gebouw, maar verder veranderde er voorlopig niet veel.
In 1631 verschansten tijdens de  Dertigjarige Oorlog zweedse troepen zich in de kerktoren en beschoten de burcht, van waaruit de keizerlijke troepen van het Heilige Roomse Rijk de kerktoren op de korrel namen. In 1696 brandde de toren met de fraaie hoge spits geheel uit. En in 1726 en 1756 werden resp. het oude Maria-altaar en het kerkdak door brand verwoest.
In de periode 1877-1879 volgde een grondige restauratie. Het oude, nog uit veldstenen bestaande, romaanse koor werd grotendeels afgebroken en vervangen door een neogotisch koor; het in 1696 verwoestte torengewelf werd hersteld, de ruimte van de toren werd door een tweede portaal gedeeld en voort werd de kerk nieuw geschilderd en kreeg het een nieuwe gestoelte en galerijen.
Bij een nachtelijke inbraak vond er in de zomer van 1998 een brutale roof in de kerk plaats. Delen van het laatgotische vleugelaltaar uit 1480 werden gestolen. Eveneens werden uit de muurnissen van het altaar elf reliëfbeelden van de apostelen uit circa 1750 weggenomen. Ze waren oorspronkelijk afkomstig van de barokke kansel. De delen van het laatgotische vleugelaltaar werden in 2003 in Frankrijk gevonden en keerden terug. De apostelreliëfs werden echter niet teruggevonden.
In de 21e eeuw vonden er een groot aantal buitenrenovaties plaats, die in 2012 werden afgesloten. In 2007 werd er een Förderverein opgericht, met als doel de kerk bij de renovaties te ondersteunen.

## Interieur

### Toren
Het onderste deel van de toren bestaat uit veldstenen en werd tegen het einde van de 13e gebouwd. In de hal van de 41 meter hoge toren staan twee grafzerken uit de 18e eeuw opgesteld. Twee houten panelen herinneren aan de Duits-Franse oorlog van 1870-1871. Een piëta herinnert aan de 164 gevallen inwoners van Plau in de Eerste Wereldoorlog. In de tussenruimte van de toren staat in een muurnis het beeld van Mozes met de stenen tafelen. Het beeld was ooit de drager van de oude barokke kansel. In de toren hangen drie bronzen klokken uit de jaren 1522, 1700 en 1963. De oudste en tevens kleinste klok hing tot 1648 in de later afgebroken dorpskerk van Quetzin. In de Tweede Wereldoorlog werden twee klokken uit het jaar 1700 in beslag genomen en omgesmolten. In Apolda werd in 1963 een nieuwe klok voor de Mariakerk gegoten, met 4160 kg een van de grootste klokken van Mecklenburg. De beide oudere klokken werden na een restauratie in mei 2002 opnieuw gewijd.

### Het kerkschip
Het gotische kruisribgewelf uit de 14e eeuw wordt door vier zware romaanse bundelpijlers gedragen. Tot 1923 waren de circa 1.100 zitplaatsen grotendeels verhuurd aan families of mensen met een bepaald beroep. Nog altijd zijn op de banken de namen van de huurders van het gestoelte af te lezen. De zestienarmige kroonluchter met een dubbelkoppige adelaar als bekroning is een schenking van de lokale kopersmid uit het jaar 1728. Een soortgelijke kroonluchter werd in 1885 door een messinggieter uit Plau vervaardigd. 
Het oude Friese-orgel van 1879 werd in 1980 door Mecklenburger Orgelbau uit Plau verbouwd en vergroot. Het orgel heeft 27 registers en meer dan 1500 pijpen en leent zich uitstekend voor het geven van concerten.

### Altaar
Het koor werd in 1877-1879 grotendeels nieuw opgebouwd. Het heeft een bijzonder neogotisch plafond. Delen van de zuidelijke muur met een achter een voorbouw verborgen priesterpoort en de noordelijke muur bleven echter in de oorspronkelijk romaanse toestand. Het altaar bevat een schilderij van de kruisiging van Christus uit 1863 (Friedrich Lange). In het midden van de altaarruimte staat een rijk met reliëfs versierd bronzen doopvont uit 1570. Boven het doopvont hangt een negenarmige kroonluchter met als bekroning de Moeder Gods in een stralenmandorla uit de periode van voor de reformatie.

### Sacristie
De sacristie wordt tegenwoordig als winterkerk en als oefenruimte voor het koor gebruikt. De twee traveeën tellende aanbouw uit de 14e eeuw heeft zijn oorspronkelijke karakter tot op de dag van vandaag weten te bewaren. Een in delen bewaard altaar met houtsnijwerk uit 1480 werd in 1976 opnieuw gewijd. Het middendeel toont de Kruisiging. Twee panelen, met de voorstellingen Pilatus die zijn handen wast en de Graflegging, werden in 1998 uit de kerk geroofd. In 2003 doken ze in Frankrijk op, toen de dieven de panelen probeerden te verkopen bij een veilinghuis.

## Afbeeldingen van de in 1998 gestolen reliëfbeelden

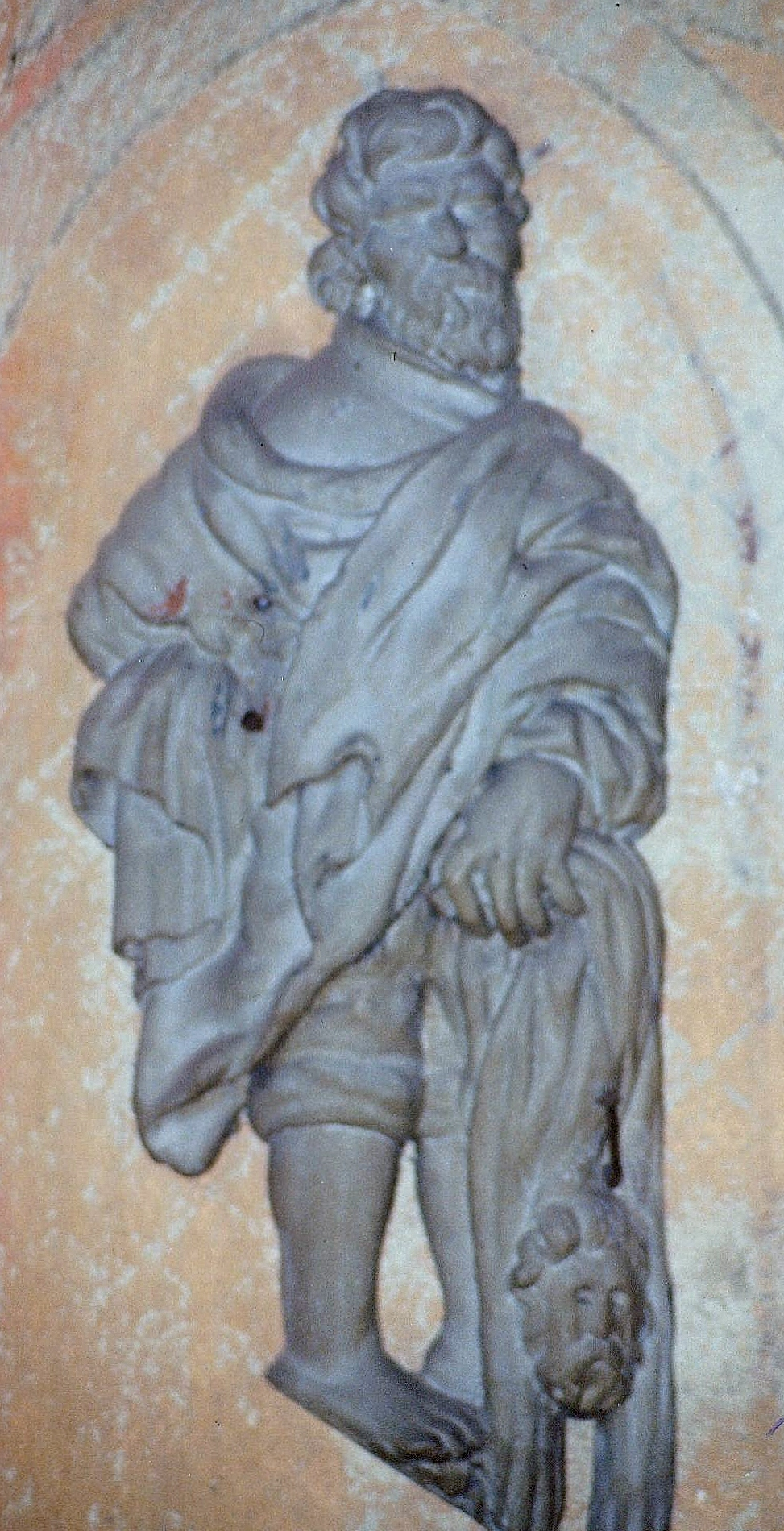
Apostel Bartholomeüs
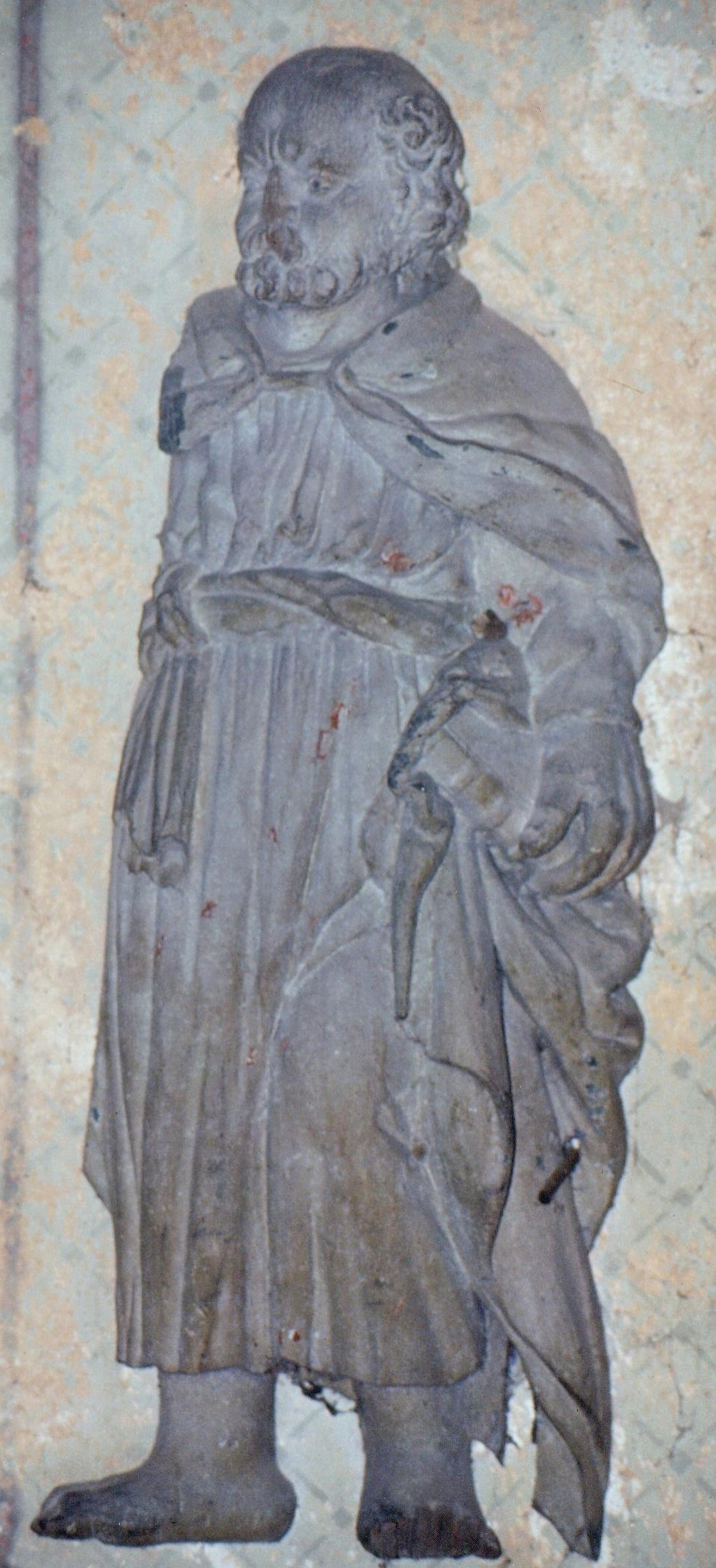
Apostel Jacobus de Mindere
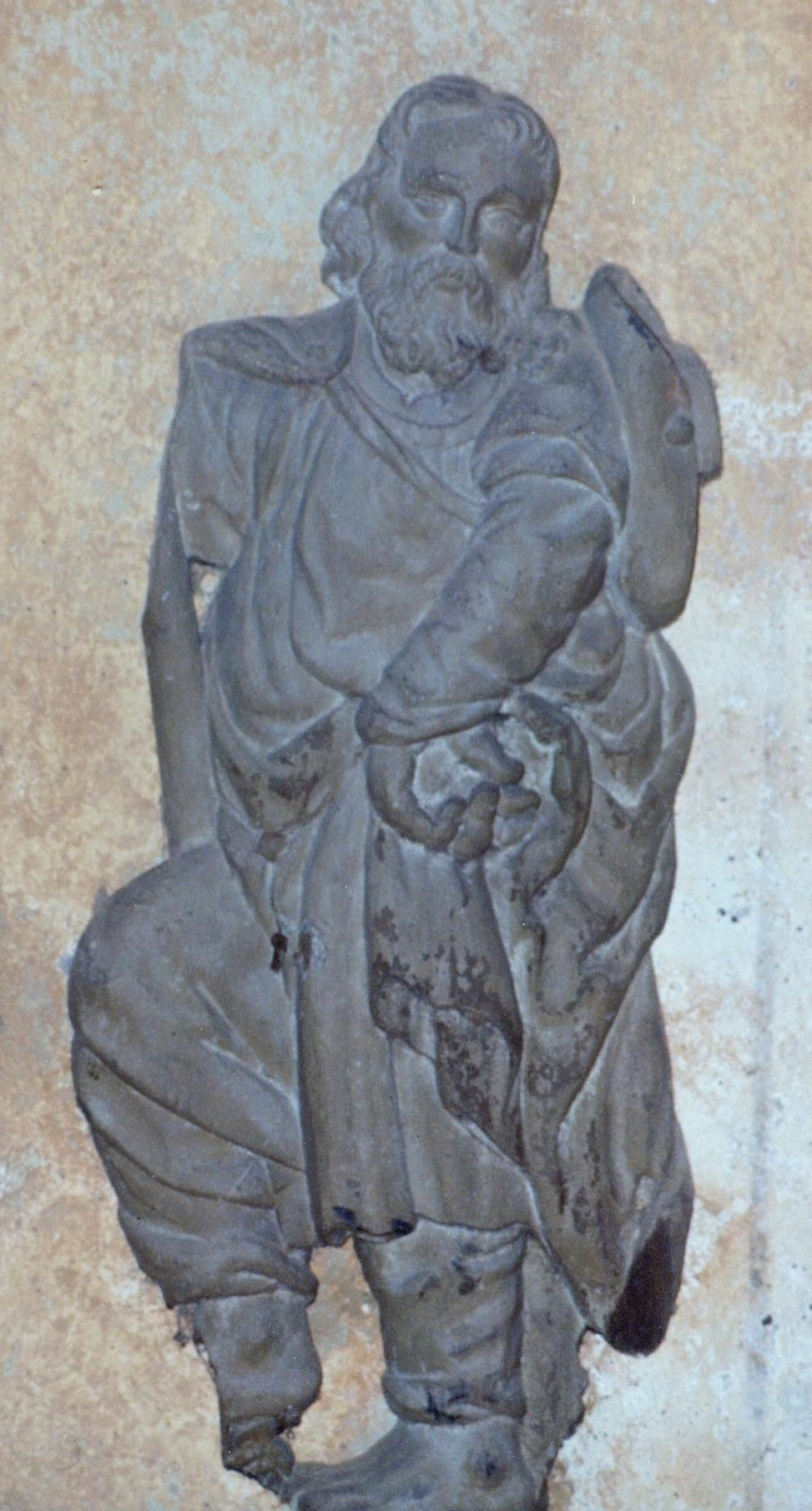
Apostel Jakobus de Meerdere
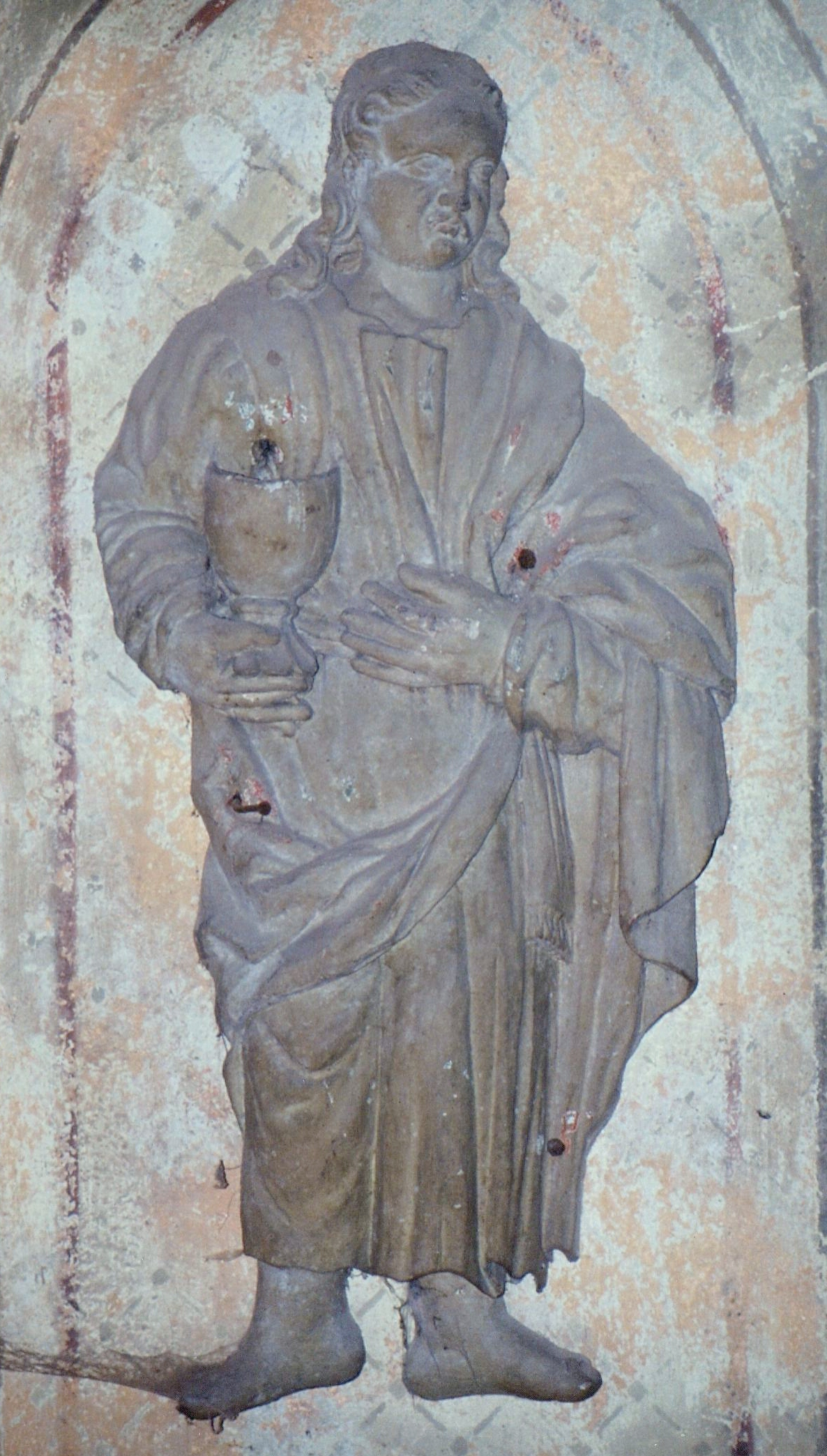
Evangelist Johannes
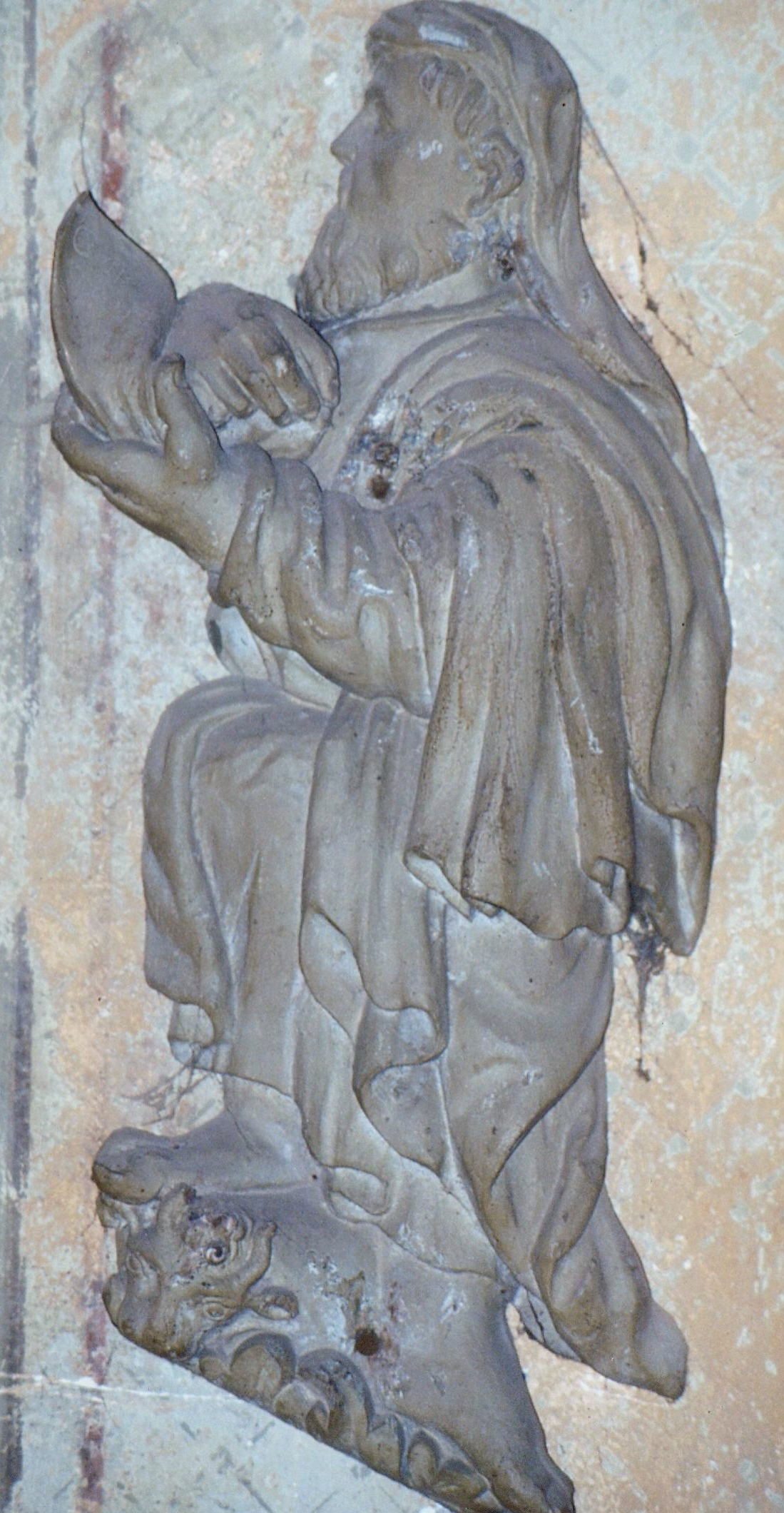
Evangelist Lucas
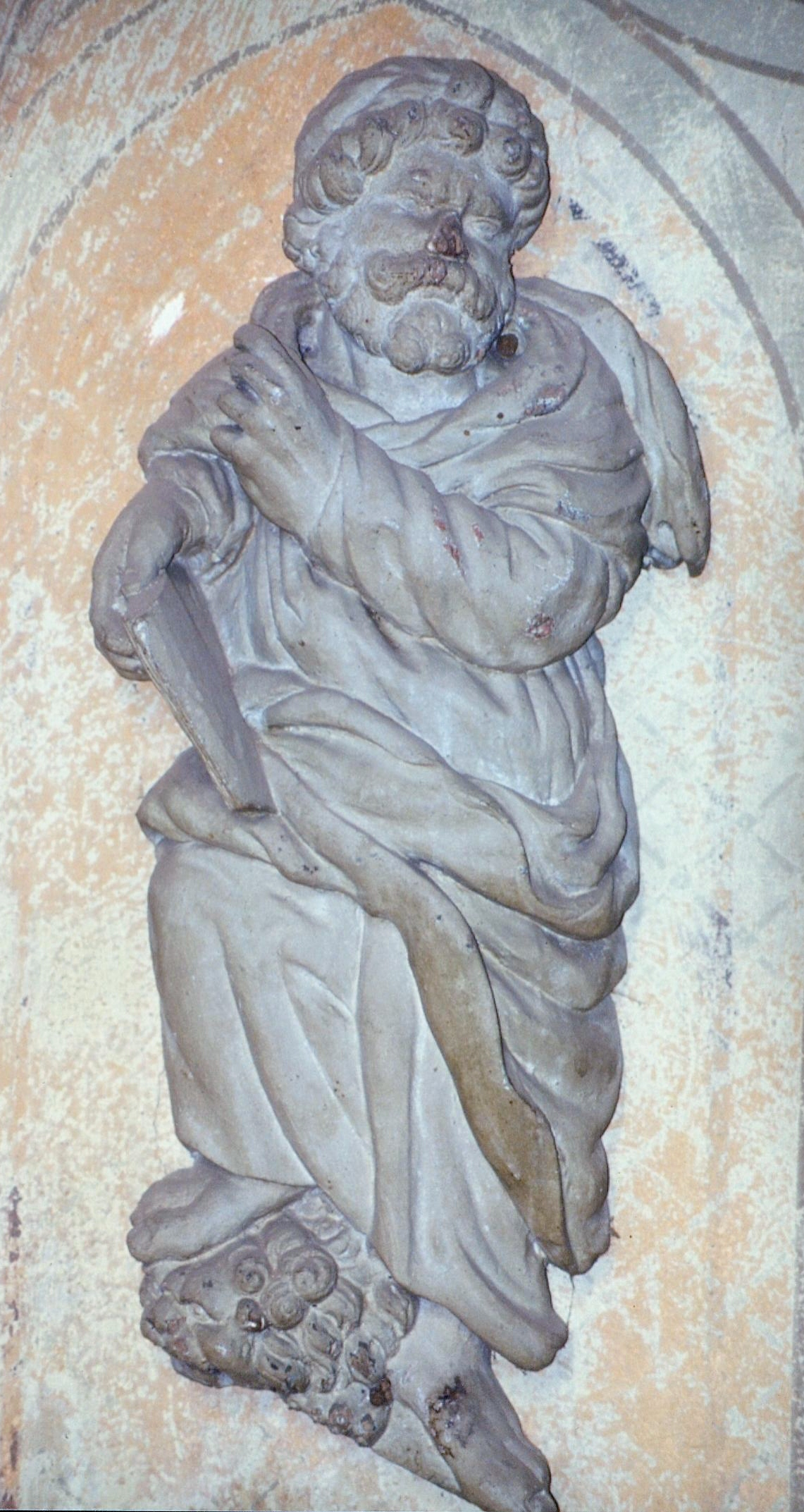
Evangelist Marcus
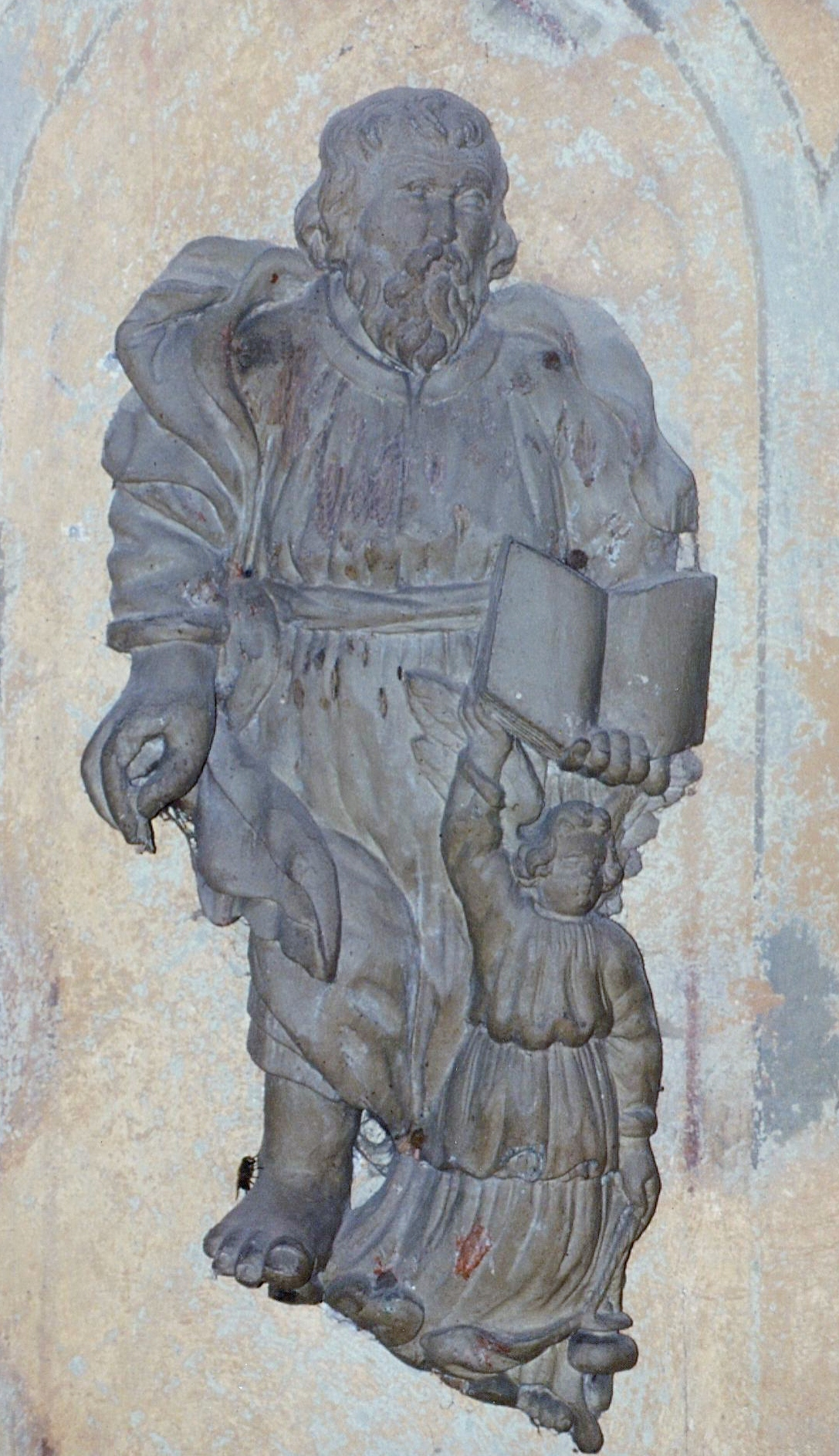
Evangelist Mattheüs
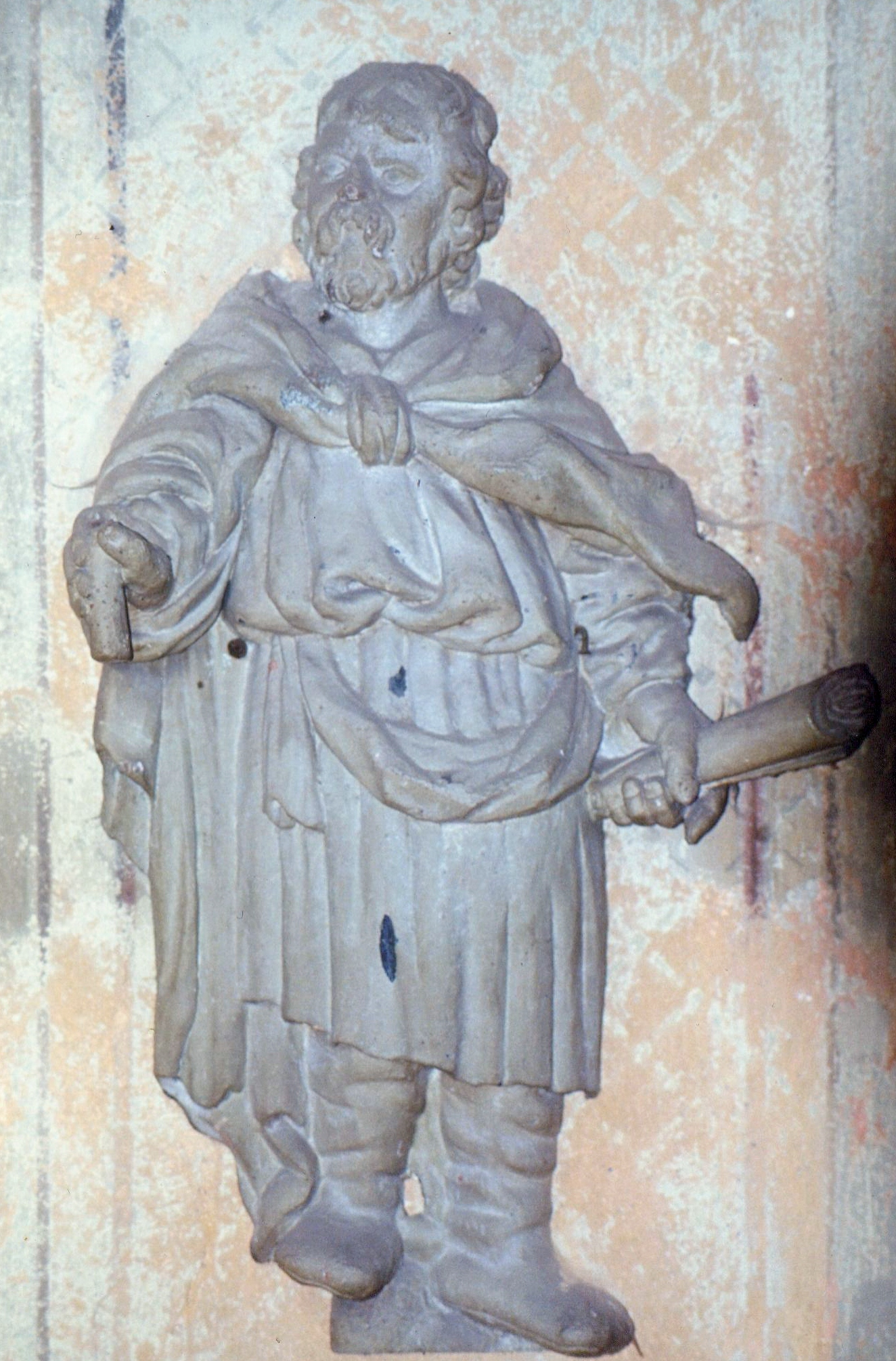
Apostel Petrus
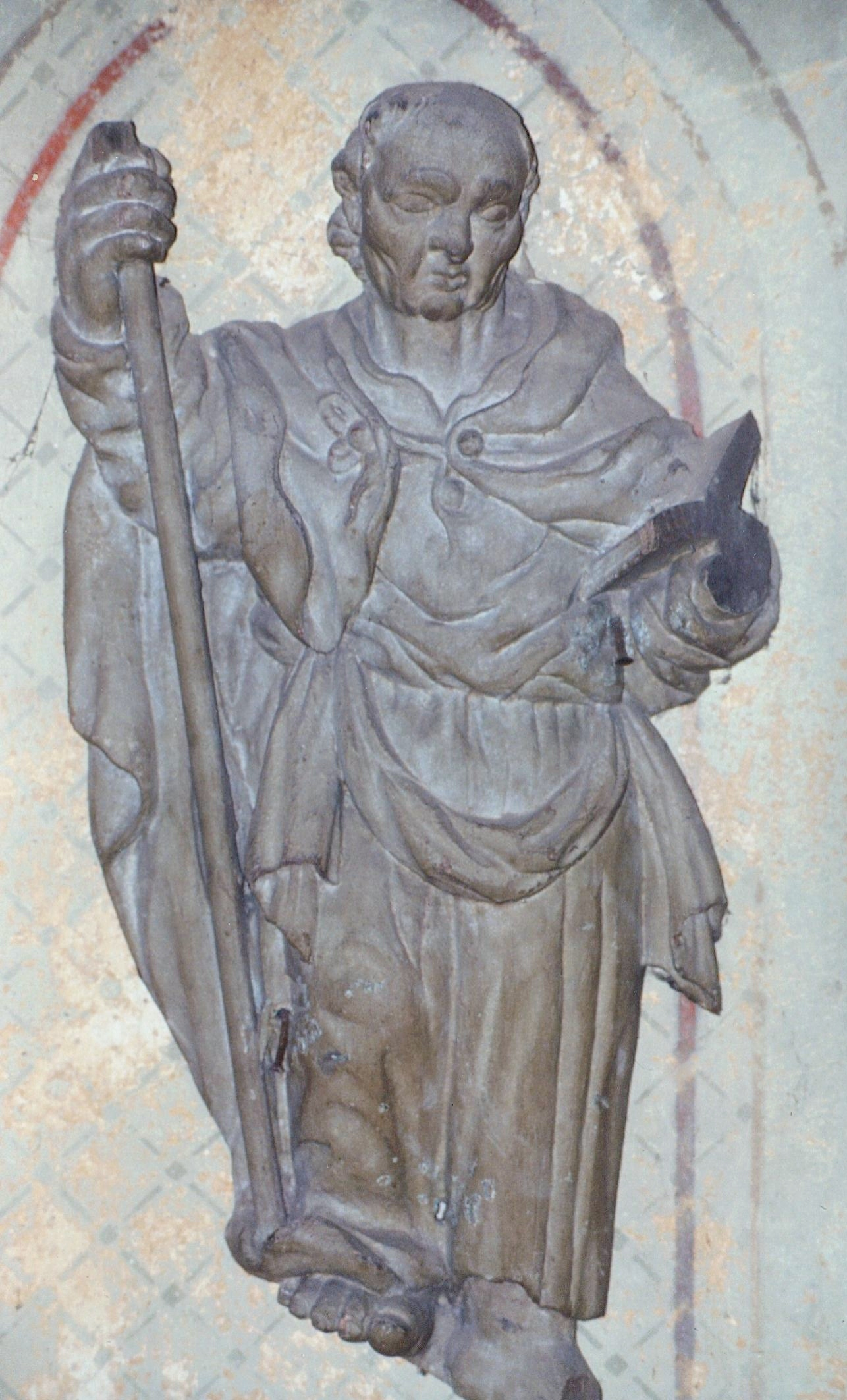
Apostel Filippus
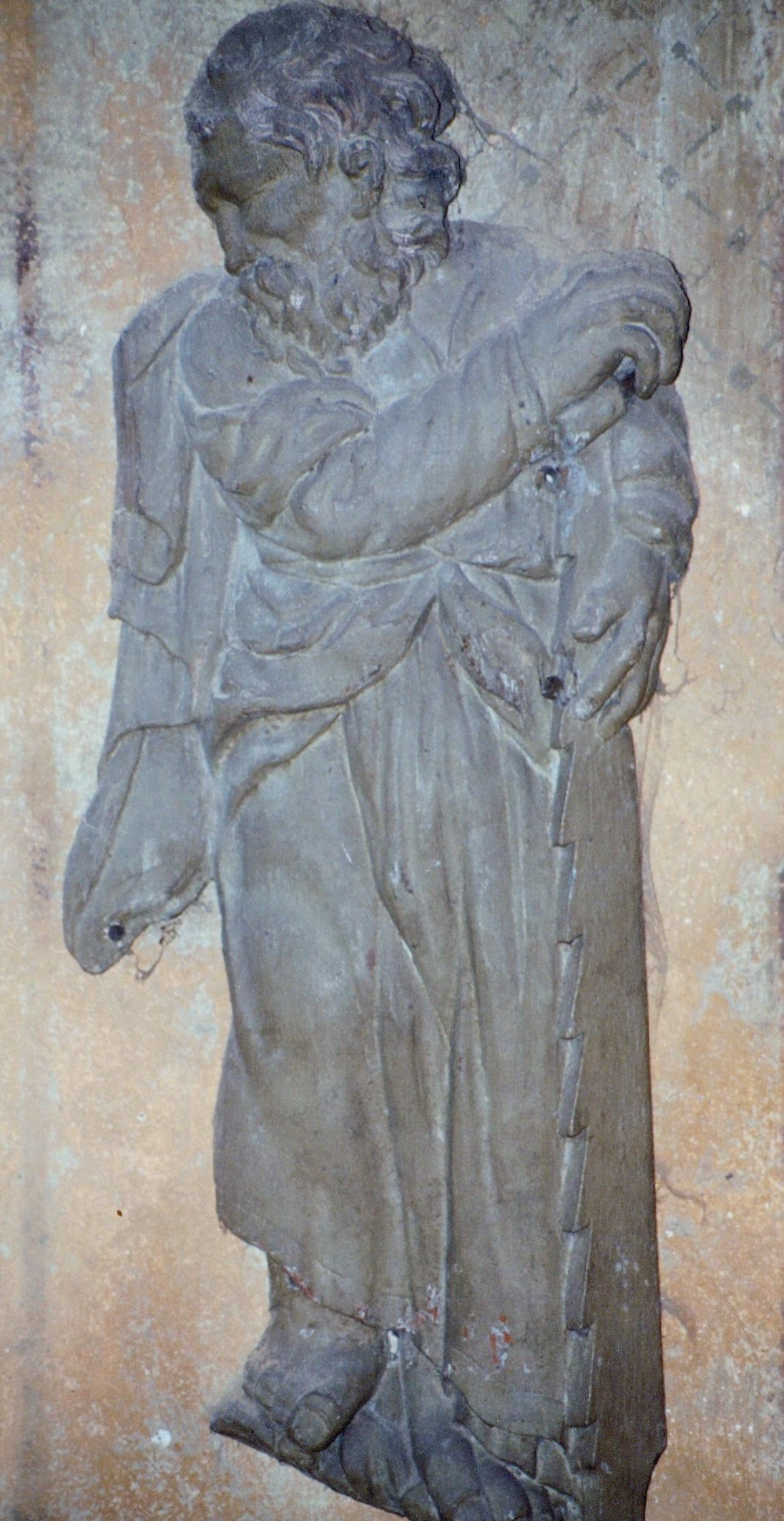
Apostel Simon
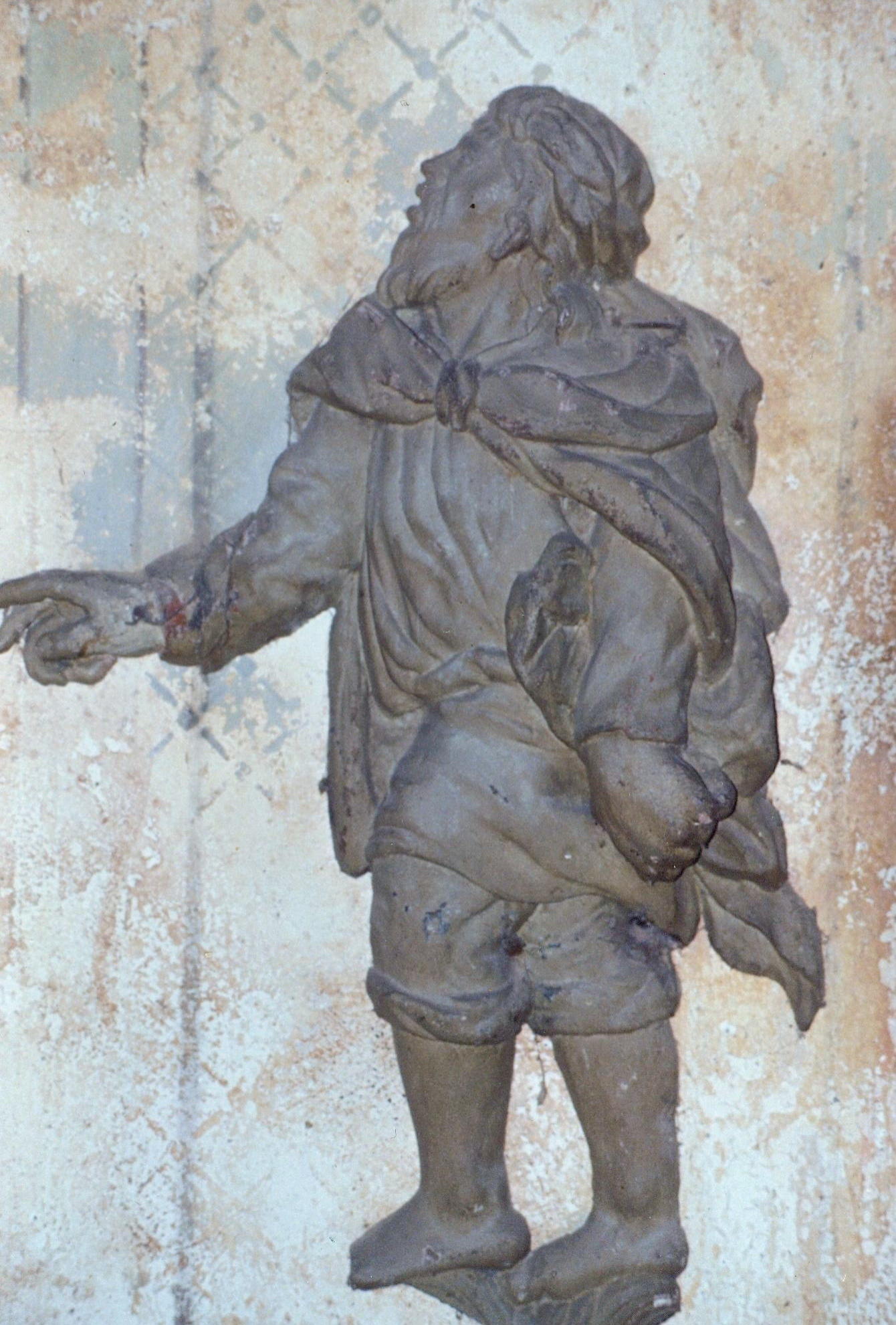
Apostel Thomas